# Juan Ignacio Machado
Juan Ignacio Machado (Buenos Aires, Argentina; 10 de agosto de 1969) es un actor argentino. Hijo del célebre actor Rodolfo Machado.

## Filmografía

### Cine
- El profesor punk (1988)
- El sueño de los héroes (1997)
- La venganza (1999)
- El descanso (2002)
- La pelea de mi vida (2012)
- La muerte juega a los dados (2016)

### Televisión
- Así son los míos (1989)
- La pensión de la porota (1990)
- El precio del poder (1992) Rolando " Rolo " Santini.
- Regalo del cielo (1993) Nicolas.
- María Sol (1993)
- Ricos y famosos (1997) Ruben Fernandez.
- Drácula (1999)
- Los Iturralde (2000)
- Contrafuego (2002)
- Herencia de amor (2009)
- Botineras (2009 - 2010) Rafael " Mostaza " Gómez.
- La dueña (2012) Matón.
- Dulce amor (2012) Tony.
- Farsantes (2013) Fabio.
- La Celebración (2014)
- Viudas e hijos del rock and roll (2015) Angelito
- El Tigre Verón (2021) Roberto " Corcho " Rojas.

## Relaciones familiares
- Su padre Rodolfo Machado fue actor.
- Sus tíos Ricardo Lavié y Noemí Laserre fueron actores.
- Su prima Estela Molly, fue actriz.